# Maureen Murdock
Maureen Murdock (ur. 1945 w Filadelfii) – amerykańska pisarka, wykładowczyni i psychoterapeutka specjalizująca się w psychologii głębi, mitologii i pisaniu wspomnień. Znana jest przede wszystkim z książki „Podróż bohaterki. Kobieca droga do pełni" ("The Heroine's Journey: Woman's Quest for Wholeness”, 1990), w której przedstawiła model rozwoju psychologicznego kobiet jako alternatywę dla tradycyjnego „podróży bohatera” Josepha Campbella.

## Praca naukowa
Murdock uzyskała tytuł B.S. z psychologii w Chestnut Hill College. Następnie zdobyła tytuł magistra w zakresie poradnictwa małżeńskiego, rodzinnego i dziecięcego w Pacific Oaks College w 1980 roku. Doktorat z mitologii uzyskała w Pacifica Graduate Institute w 2011 roku.
Pracowała jako przewodnicząca i wykładowczyni w MA Counseling Psychology Program w Pacifica Graduate Institute w Santa Barbara oraz jako adiunkt w Depth Psychology Department na Sonoma State University. Została uhonorowana tytułem Outstanding Creative Writing Teacher of the Year w 1995 roku przez UCLA Extension Writers’ Program, co było wyrazem uznania dla jej wybitnych osiągnięć w nauczaniu kreatywnego pisania.
Murdock angażuje się również w działalność społeczną, m.in. jako wolontariuszka w kalifornijskich więzieniach w ramach Alternatives to Violence Project (AVP). Jej prace zyskały dużą popularność w środowisku feministycznym, a także wśród psychologów i psychoterapeutów oraz osób zainteresowanych rozwojem osobistym. 

## Twórczość
Maureen Murdock jest autorką wielu książek i artykułów poświęconych psychologii kobiet, mitologii i pisaniu wspomnień. Jej najbardziej znane dzieła to:
- Spinning Inward: Using Guided Imagery with Children (1982)[6]
- Podróż bohaterki. Kobieca droga do pełni, 1990 (The Heroine's Journey: Woman's Quest for Wholeness, wyd. pol. 2020)[5]
- Córki ojców. Zrywanie splątanych więzi, 1994 (Fathers' Daughters: Breaking the Ties that Bind, wyd. pol. 2023)
- Osobisty podręcznik do Podróży Bohaterki, 1998 (The Heroine's Journey Workbook, wyd. pol. 2021)
- Unreliable Truth: On Memoir and Memory (2003)
- Mythmaking: Self-Discovery and The Timeless Art of Memoir[7][8]

Jej prace zostały przetłumaczone na ponad 20 języków.

## Nagrody i wyróżnienia
- OPUS Grant, Pacifica Graduate Institute, 2009[9]
- Writing Residency at Le Chateau de Lavigny, przyznana przez Heinrich Rowolt Foundation, 2000[4]
- Outstanding Creative Writing Teacher of the Year, UCLA Extension Writers’ Program, 1995[4]